# Щербина, Игорь Николаевич
Игорь Николаевич Щербина (укр. Ігор Миколайович Щербина; род. 4 мая 1971, Кировоград) — украинский футболист, игравший на позиции защитника.

## Карьера
Воспитанник днепропетровского футбола. На взрослом уровне дебютировал в 1991 году в четвёртой советской лиге, где отыграл 7 матчей за клуб «Колос» Никополь. После распада СССР выступал за кировоградскую «Звезду» в третьей по значимости лиге Украины. В 1993 году подписал контракт с донецким «Шахтёром», за который в сезоне 1993/1994 провёл 6 матчей в высшей лиге. После ухода из «Шахтёра», вернулся в «Звезду», которая на тот момент выступала в Первой лиге, и сыграл за команду 18 матчей, а также отличился одним забитым голом. С 1995 по 1997 год выступал за клубы различных лиг Украины, но ни в одном из них не задержался дольше чем на один сезон. В 1998 году переехал в Россию, где провёл год в «Нефтянике» из города Бугульма. За команду сыграл 27 матчей и забил 7 голов в любительской лиге России. С 1999 по 2001 год был выступал в высшей лиге Казахстана за костанайский «Тобол». В 2001 году перешёл в другой казахстанский клуб «Жетысу», где в том же году и завершил игровую карьеру.
Затем работал тренером в Костанайской ДЮСШ футбола.